# Maria Juda
Maria Juda – polska historyk, dr hab. nauk humanistycznych, profesor nadzwyczajny i dyrektor Instytutu Informacji Naukowej i Bibliotekoznawstwa Wydziału Humanistycznego Uniwersytetu Marii Curie-Skłodowskiej.

## Życiorys
23 października 1990 obroniła pracę doktorską pt. Przywileje drukarskie w Polsce, 24 października 2001  habilitowała się na podstawie pracy zatytułowanej Pismo drukowane w Polsce XV-XVIII wieku. 9 września 2013 nadano jej tytuł profesora w zakresie nauk humanistycznych. 
Objęła funkcję profesora nadzwyczajnego i dyrektora w Instytucie Informacji Naukowej i Bibliotekoznawstwa na Wydziale Humanistycznym Uniwersytetu Marii Curie-Skłodowskiej. Jest specjalistą Komitetu Nauk Historycznych I Wydziału Nauk Humanistycznych i Społecznych Polskiej Akademii Nauk.

## Publikacje
- 1987: Piętnaście lat Bibliotekoznawstwa w Uniwersytecie Marii Curie-Skłodowskiej[1]
- 2003: Mapy ziem polskich w dawnej typografii europejskiej[1]
- 2009: Kalonymos syn Mordechaja Jaffe[1]
- 2009: Eliesar syn Izaaka[1]
- 2011: Książka medyczna w dawnej Polsce, zarys problematyki[1]
- 2013: Bibliologia historyczna w sytemie nauk pomocniczych historii[1]